# Zhang Guirong
Zhang Guirong (* 5. Februar 1978 in Shandong, Volksrepublik China) ist eine ehemalige singapurische Leichtathletin, die sich auf das Kugelstoßen spezialisiert hat und seit 2003 für Singapur startberechtigt ist. Zudem ging sie auch im Diskus- und Speerwurf an den Start.

## Sportliche Laufbahn
Erste internationale Erfahrungen sammelte Zhang Guirong im Jahr 2003, als sie bei den Südostasienspielen in Hanoi mit einer Weite von 49,91 m die Goldmedaille im Diskuswurf gewann und sich mit 17,96 m die Silbermedaille mit der Kugel hinter ihrer Landsfrau Du Xianhui gewann. Zudem sicherte sie sich auch im Speerwurf mit 51,66 m die Silbermedaille hinter der Thailänderin Buoban Pamang. Im Jahr darauf nahm sie im Kugelstoßen an den Olympischen Spielen in Athen teil, verpasste dort aber mit 16,58 m den Finaleinzug. 2005 gewann sie bei den Asienmeisterschaften in Incheon mit 18,57 m die Silbermedaille im Kugelstoßen hinter der Chinesin Li Meiju und sicherte sich anschließend auch bei den erstmals ausgetragenen Hallenasienspielen in Bangkok mit 17,99 m die Silbermedaille, diesmal hinter der Chinesin Li Ling und stellte damit einen neuen Landesrekord auf. Ende November siegte sie mit 17,40 m im Kugelstoßen bei den Südostasienspielen in Manila und gewann mit 48,62 m die Bronzemedaille im Diskusbewerb hinter Landsfrau Du Xianhui und Juttaporn Krasaeyan aus Thailand. Zudem sicherte sie sich auch mit dem Speer mit einem Wurf auf 48,70 m die Bronzemedaille hinter Buoban Pamang aus Thailand und der Philippinerin Rosie Villarito. Im Jahr darauf klassierte sie sich bei den Commonwealth Games in Melbourne mit 17,39 m auf dem vierten Platz mit der Kugel.
2007 belegte sie bei den Asienmeisterschaften in Amman mit 15,99 m den vierten Platz und verteidigte anschließend bei den Südostasienspielen in Nakhon Ratchasima mit 17,21 m ihren Titel im Kugelstoßen und gewann mit 45,73 m die Bronzemedaille im Diskuswurf hinter der Indonesierin Ratanawati Dwi und Juttaporn Krasaeyan aus Thailand. Im Jahr darauf startete sie im Kugelstoßen erneut bei den Olympischen Spielen in Peking und kam dort mit 16,23 m erneut nicht über die Vorrunde hinaus. 2009 gewann sie bei den Südostasienspielen in Vientiane mit 17,12 m ihren dritten Titel im Kugelstoßen in Folge und im Jahr darauf nahm sie an den Asienspielen in Guangzhou teil und klassierte sich dort mit 17,06 m auf dem fünften Platz. 2011 verteidigte sie bei den Südostasienspielen in Palembang mit 16,96 m ihren Titel im Kugelstoßen und sicherte sich mit 48,22 m die Bronzemedaille mit dem Diskus hinter der Thailänderin Subenrat Insaeng und Dwi Ratnawati aus Indonesien. 2013 holte sie bei den Südostasienspielen in Naypyidaw mit 14,99 m ihren fünften Titel in Folge mit der Kugel und gewann im Diskusbewerb mit 42,26 m die Silbermedaille hinter der Thailänderin Subenrat Insaeng. 2015 siegte sie bei den Südostasienspielen in Singapur mit 14,60 m erneut im Kugelstoßen und brachte im Diskuswurf keinen gültigen Versuch zustande. 2017 wurde sie bei den Südostasienspielen in Kuala Lumpur mit 13,42 m Vierte und beendete daraufhin ihre aktive sportliche Karriere im Alter von 39 Jahren.
In den Jahren von 2002 bis 2004 wurde Zhang singapurische Meisterin im Kugelstoßen.

## Persönliche Bestleistungen
- Kugelstoßen (Freiluft): 18,57 m, 1. September 2005 in Incheon (singapurischer Rekord)
  - Kugelstoßen (Halle): 17,99 m, 15. November 2005 in Bangkok (singapurischer Rekord)
- Diskuswurf: 49,91 m, 8. Dezember 2003 in Hanoi (singapurischer Rekord)
- Speerwurf: 54,34 m, 18. Mai 2001 in Manila